# Nowikow-Selbstübereinstimmungsprinzip
Das Nowikow-Selbstübereinstimmungprinzip ist eine Vermutung, die von dem russischen Astrophysiker Igor Nowikow in den 1980er Jahren gemacht wurde, um die Paradoxa der Zeitreisetheorie zu eliminieren. Dies wird erreicht, indem vorausgesetzt wird, dass ein Ereignis, welches ein Paradoxon implizieren würde, gänzlich unwahrscheinlich ist.

## Das Szenario
Anstelle von gängigen Vorstellungen von Zeitreiseparadoxa, wie etwa dem Großvaterparadoxon, benutzte Nowikow ein mechanisches Modell, welches von der mathematischen Seite leichter zugänglich wäre. Er stellte sich eine Billardkugel vor, die präzise in ein Wurmloch gestoßen würde, exakt so, dass sie in der Zeit zurückreisen und mit einer früheren Version ihrer selbst zusammenstoßen würde und somit sich selbst von der Bahn ablenken würde, die es überhaupt ermöglichte, in das besagte Wurmloch zu fallen – und somit den gesamten Vorgang in die Nichtexistenz abzudrängen.
Nowikow fand heraus, dass es viele Flugbahnen gab, die aus denselben Ausgangsbedingungen resultierten. Zum Beispiel konnte die Kugel sich selbst nur leicht streifen, und ihren Kurs also nur leicht beeinflussen, um sich in der nächsten Runde aber wiederum nur genau gleich zu streifen. Dieser Vorgang war in sich abgeschlossen (eine sogenannte Kausalitätsschleife) und kein Paradoxon. Die Wahrscheinlichkeit für ein derartiges Phänomen würde aber höher als Null sein, wohingegen die Wahrscheinlichkeit für die Selbstauslöschung des Ereignisses Null wäre, und daher schloss Nowikow, dass ein Zeitreisender, egal was er auch anstellen würde, niemals ein Paradoxon erzeugen würde können.

## Mögliche Auswirkungen auf den freien Willen
Eine Folge der Serie Twilight Zone liefert ein weiteres Beispiel: Eine Person reist in der Zeit zurück, um die Ursache eines berühmten Brandes zu klären. Sie befindet sich in dem Gebäude, während das Feuer ausbrechen sollte, stößt dabei aber unabsichtlich eine Laterne um und verursacht so den Brand, der sie Jahre später dazu veranlasste, die Zeitreise zu unternehmen. Das Szenario schließt sich selbst vollkommen ab – durch die Zeitreise erfüllt sich das Ereignis, das in der Zukunft bereits geschehen war.
Hierbei hatte die Person keinerlei Einfluss auf ihren freien Willen – es war für sie unmöglich, das Feuer zu verhindern, da sie das Ereignis nicht unterbrechen konnte, da es mit sich selbst übereinstimmen musste, weil es existent war. Selbst wenn die Person gewusst hätte, was geschehen würde, hätte sie niemals verhindern können, was nach dem Prinzip zu geschehen hatte. Aber sogar hier sind alternative Wege möglich – zum Beispiel wäre der Brand niemals ausgebrochen, weil die Person niemals in der Zeit zurückgegangen wäre. Auch hier stimmt das Ereignis komplett mit sich selbst überein, es gibt keine Unterbrechung der Kausalität.
So kann man sehen, dass es nach dem Selbstübereinstimmungsprinzip viele Möglichkeiten gibt, die auf denselben Ausgangsstellungen fußen, und die eine wie die andere das Ursprungsereignis in sich intakt lassen. Auch wird bei genauerer Überlegung der freie Wille eigentlich nicht beschnitten, da nur Paradoxa unmöglich werden, alle anderen Entscheidungen jedoch frei sind.

## Beurteilung des Nowikow-Selbstübereinstimmungsprinzips
Das Prinzip setzt gewisse Umstände voraus, die die Möglichkeit der Zeitreise sehr eng beschränken. Genauer gesagt geht es sogar davon aus, dass nur eine einzige Zeitlinie existiert, die nicht abgeändert werden kann und somit die Möglichkeit einer Viele-Welten-Interpretation gänzlich verneint.
Aus dieser Überlegung ist auch der Schluss gezogen worden, dass das Prinzip nicht mehr als eine Tautologie darstellt – was bedeutet, dass es aus der eigenen Definition heraus korrekt sein muss und keiner Verifikation bedarf.

## Beispiele in der Literatur und im Film
Das Nowikow-Selbstübereinstimmungsprinzip wurde und wird gerne in fiktionalen Geschichten und Erzählungen benutzt, die sehr variieren, jedoch alle im Kern mit der Vermutung Nowikows übereinkommen:
- Der Jesus-Deal (2015)
- The Time Machine (2002)
- Harry Potter und der Gefangene von Askaban (1999) und dessen Verfilmung (2004)
- Twelve Monkeys (1995) und in der US-Serie 12 Monkeys (2015)
- Terminator (1984)
- mehrere Episoden des Star-Trek-Franchise
- The Arrows of Time (2013)